# Squadra omicidi
Squadra omicidi (Vice Squad) è un film del 1953 diretto da Arnold Laven.
È un film poliziesco a sfondo drammatico statunitense con Edward G. Robinson nel ruolo di un capitano di polizia del dipartimento di Los Angeles, Paulette Goddard nel ruolo di una informatrice, e K. T. Stevens. È basato sul romanzo del 1937 Harness Bull di Leslie T. White.

## Trama
Il capitano di polizia Barnie è, nella sua routine quotidiana, assillato da casi più o meno importanti, alcuni dei quali puramente immaginari. Quello veramente serio è l'uccisione, nella notte, di un poliziotto, perpetrata da Al Barkis, intento, con un complice, al furto di un'auto. L'unico indizio che Barnie potrebbe ricavare si basa sull'eventuale testimonianza di Jack Hartrampf, evidentemente presente all'assassinio, poiché è stato trovato nei pressi del moribondo – con l'intenzione di assisterlo - da una pattuglia giunta sul luogo del delitto pochi secondi dopo l'esecuzione dello stesso.
Il problema è che Hartrampf, che quella notte stava uscendo dall'appartamento della sua amante, Vicky, ed era stato testimone dell'omicidio, rifiuta di fornire qualunque testimonianza, asserendo, consigliato dal suo avvocato, di non aver visto l'assassino, date le basse condizioni di visibilità: in tal modo egli avrebbe evitato lo scandalo della sua infedeltà coniugale.
Il capitano Barnie non demorde. Egli ed i suoi collaboratori ricorrono alla vasta rete dei loro informatori – comprendente, fra gli altri, l'operatrice di un'agenzia di escort, Molly Ross – e rintracciano diverse persone – fra le quali Vicky – dalle quali riescono ad evincere che una rapina alla banca è stata progettata di lì a poco proprio da Al Barkis e la sua banda. La polizia presidia la banca, il tentativo di rapina avviene: uno dei malviventi, un poliziotto ed il direttore della banca muoiono nella sparatoria, e un'impiegata, Carol Lawson, viene presa in ostaggio dai criminali.
Nel seguito delle indagini, utilizzando nei metodi non proprio ortodossi, Bernie e i suoi uomini stringono il cerchio attorno ad Al Barkis: l'ostaggio viene liberato, e Barkis stesso, nel corso dello scontro a fuoco, viene ucciso dalla polizia. Giustizia – per quanto extragiudiziale – è quindi stata fatta. Almeno riguardo a Barkis. Delle altre vittime non si fa menzione.

## Produzione
Il film, diretto da Arnold Laven su una sceneggiatura di Lawrence Roman con il soggetto di Leslie T. White (autore del romanzo), fu prodotto da Arthur Gardner, Jules V. Levy e Sol Lesser (quest'ultimo non accreditato) per la Gramercy Pictures, la Sequoia Pictures (una società costituita da Sol Lesser, Jules Levy, Arthur Gardner e Arnold Laven alla sua prima produzione) e la Sol Lesser Productions e girato a Beverly Hills, a Gardena, a Long Beach, a Los Angeles, nei RKO-Pathé Studios a Culver City e a Santa Monica, in California. Il titolo di lavorazione fu Harness Bull.

## Distribuzione
Il film fu distribuito con il titolo Vice Squad negli Stati Uniti dal 31 luglio 1953 al cinema dalla United Artists.
Altre distribuzioni:
- negli Stati Uniti il 18 luglio 1953 (Los Angeles, California)
- negli Stati Uniti il 25 agosto 1953 (New York City)
- in Francia il 23 ottobre 1953 (Investigation criminelle)
- in Finlandia il 20 novembre 1953 (Lentävä osasto)
- in Svezia il 7 dicembre 1953 (Mordkommissionen i arbete)
- in Danimarca il 14 giugno 1954 (Kriminalpolitiet på sporet)
- in Germania Ovest il 24 novembre 1954 (Polizeichef B e Sittenpolizei)
- in Austria nel giugno del 1955 (Polizeichef B)
- in Portogallo il 29 giugno 1956 (A Rapariga do Quarto 17)
- in Belgio (Brigade der ontucht e Brigade du vice)
- in Spagna (Investigación criminal)
- nel Regno Unito (The Girl in Room 17)
- in Grecia (To koritsi tou domatiou 17)
- in Italia (Squadra omicidi)

## Critica
Secondo il Morandini il film è un "poliziesco di serie, ma gradevole". Morandini segnala inoltre l'interpretazione di Robinson che "si diverte come una vecchia volpe, specialmente nelle scene con Goddard".

## Edizione italiana
Il personaggio interpretato da John Verros nella versione originale è un emigrato italiano di nome Alfredo Giovanni de Montova. Nell'edizione italiana gli è stata cambiata identità, divenendo sivigliano col nome Alfredo di Cordova.